# Kaustluoto
Kaustluoto med Varsakari är en ö i Finland. Den ligger i Skärgårdshavet och i kommunen Tövsala i den ekonomiska regionen  Nystadsregionen i landskapet Egentliga Finland, i den sydvästra delen av landet. Ön ligger omkring 45 kilometer väster om Åbo och omkring 200 kilometer väster om Helsingfors.
Öns area är 6,8 hektar och dess största längd är 480 meter i sydöst-nordvästlig riktning. I omgivningarna runt Kaustluoto växer i huvudsak barrskog.

## Sammansmälta delöar
- Kaustluoto 60°34′41″N 21°28′47″Ö / 60.5781°N 21.47964°Ö
- Varsakari 60°34′38″N 21°29′00″Ö / 60.57717°N 21.48336°Ö